# Integración de ruta

La integración de ruta suma los vectores de distancia y dirección recorridos desde un punto de inicio a fin de estimar la posición actual, y por tanto, el camino de regreso al inicio.

La integración de ruta es el método que se considera que utilizan los animales para la navegación por estima.

## Historia
Charles Darwin inicialmente postuló en 1873 un sistema de navegación en animales basado en la inercia. Los estudios empezados a mediados del siglo XX confirmaron que los animales podían regresar directamente a un punto de partida, como un nido, en ausencia de visión y habiendo emprendido un complicado viaje hacia el exterior. Esto muestra que pueden utilizar pistas o indicios para llevar un seguimiento de la distancia y dirección a fin de estimar su posición; y por ende, para cómo llegar a casa. Este proceso fue denominado integración de ruta  para capturar el concepto de integración continua de pistas de movimiento a lo largo del viaje. La manipulación de pistas inerciales confirmó que al menos una de estas pistas de movimiento (o idiotéticas) es información proveniente de los órganos vestibulares, los cuales detectan movimientos en las tres dimensiones. Otras pistas son probablemente la propriocepción (información procedente de músculos y articulaciones sobre la posición de las extremidades), la eferencia motora (información procedente del sistema motor que le indica al resto del cerebro cuáles movimientos fueron ordenados y ejecutados), y el flujo óptico (información del sistema visual que indica cuán rápido se está moviendo el mundo visual a través de los ojos). Estas fuentes de información en su conjunto pueden indicar a un animal en qué dirección se está moviendo, a qué velocidad, y por cuánto tiempo. Por otra parte, la sensibilidad al campo magnético de la tierra en los animales subterráneos (p. ej., la rata de topo) puede proporcionar integración de ruta.

## Mecanismo
Los estudios en artrópodos, más notablemente en la hormiga del desierto del Sáhara (Cataglyphis bicolor), revelan la existencia de mecanismos de integración de ruta altamente eficaces que dependen de la determinación del rumbo direccional (por medio de luz polarizada o o la posición del sol) y estimaciones de distancia (monitoreando el movimiento de las patas o el flujo óptico).
En los mamíferos, tres descubrimientos importantes dieron luz sobre este asunto.
El primero, a principios de la década de 1970, fue que las neuronas en el formación del hipocampo, llamadas células de lugar, responden a la posición del animal.
El segundo, a principios de la década de 1990, fue que las neuronas en regiones vecinas (en el tálamo anterior y post-subículo), llamadas células de dirección de la cabeza, responden a la dirección de cabeza del animal. Esto permitió un estudio mucho más detallado de la integración de ruta, puesto que fue posible manipular la información de movimiento y observar cómo respondían las células de lugar y de dirección de la cabeza (un procedimiento mucho más sencillo que el de entrenar un animal, lo cual es muy lento).
El tercer hallazgo fue que las neuronas en la corteza entorrinal dorso-medial, la cual brinda información a las células de lugar en el hipocampo, se acciona de manera mediblemente regular a través de la superficie entera de un entorno dado. Los patrones de actividad de estas células de red se parece mucho a los de un esquema hexagonal organizado, y sugieren un posible sistema métrico que pueden utilizar las células de lugar para calcular distancias. Queda por ver si las células de lugar y de red realmente calculan señales de integración de ruta, pero existen modelos computacionales que sugieren que esto es plausible. Ciertamente, el daño cerebral en estas regiones parece afectar la capacidad de los animales para efectuar integración de ruta.
David Redish afirmó que "los experimientos cuidadosamente controlados de Mittelstaedt y Mittelstaedt (1980) y Etienne (1987) han demostrado de manera concluyente que esta capacidad [la integración de ruta en mamíferos] es una consecuencia de integrar pistas internas a partir de señales vestibulares y de copia eferente motora".